# سعاد الشمري
سعاد الشمري (5 يوليو 1966 -)، ناشطة سعودية والمتحدث غير الرسمي باسم الشبكة الليبرالية السعودية الحرة
سعاد الشمري هي ناشطة في مجال حقوق المرأة السعودية. مشهورة بمعارضتها لنظام الوصاية السعودي الذي يجعل استقلالية المرأة خاضعة لسلطة الأوصياء الذكور. وقد شاركت في حملات لرفع الحظر على النساء اللواتي يقدن سياراتهن في المملكة العربية السعودية. وهي أيضا رئيس الشبكة الليبرالية السعودية، وهي شبكة من النشطاء تدعو سلميا للإصلاح الاجتماعي والسياسي.

## مسيرتها
هي خريجة كلية حائل قسم علوم القرآن والدراسات الغربية ومصطلح الحديث عام 1410 هـ وتحضر للدراساِت العليا في تخصصي الموارد البشرية والقانون الدولي. كما أنها حاصلة على IPM في إدارة الأعمال. شغلت منصب مديرة بإدارة التعليم بجدة من عام 1413 هـ فكانت أصغر مديرة تشغل هذا المنصب لمدة عشرين عاماً متتالية وحتى تاريخ 1430 بمدينة جدة.

### النشاط الحقوقي
بين 1430-1432 هـ شغلت منصب عضو التطوير التربوي بالإشراف التربوي لإدارة تعليم البنات بجدة، وفي 1/1/1432 هـ تركت العمل الحكومي للتفرغ لقضايا حقوق الإنسان. حيث عملت بجمعية آسيا النسائية الخيرية وإعداد أنشطتها وبرامجها المباشرة مع المجتمع. عملت بالباب الاجتماعي الثقافي النسائي بمجلة وكان له تأثيره على المجتمع مما رفع أسهم المجلة وكان هنالك باب خصص للمشاكل الأجتماعية والحقوقية وشرقت بالرد عليها وإيجاد الحلول.لمدة 5أعوام من العام 1407 هـ
عملت ندوات توعيه للنساء وكانت بمثابة مركز اجتماعي لتوزيع المعونات وتلقى الشكاوى والقضايا. وهي رئيس جمعية أنصار المرأة السعودية، وحاليا هي ناشطة اجتماعية ومستشارة قانونية حقوقيه متعاونة بعدة دور ومكاتب محاماة. تتعاون سعاد مع هيئة حقوق الإنسان في السعودية.
عضو شبكة النشطاء الحقوقيون السعوديون، وعضو مراقب ب شبكة الليبراليين العرب، وعضو في الاتحاد العربي للحرية والديمقراطية، وعضو المنتدى الخليجي لمؤسسات المجتمع المدني، وهي عضو مؤسس في الاتحاد الفيدرالي العربي لحقوق الإنسان (تحت التأسيس)، وهي عضو في كل من شبكة مدافعون بلا حدود وشبكة النشطاء الحقوقيون السعوديون.
كما أنها لاقت ردة فعل غاضبة من المجتمع السعودي جراء مانشر لها من صور خادشه للحياء، ومقابلات تلفزيونيه توصف بجريئة جدا ومنافيه للذوق العام.

### الصحافة والإعلام
عملت كمراسلة جريدة الاقتصادية في الأعوام مابين 2000 - 2004 م. وعملت كمدير لمكتب جريدة الاقتصاد العربي بجدة 2004 حتى انتقالها للنشر بمدينة القاهرة، وكاتبة في جريدة الرواد اللبنانية (المشهد السعودي من الداخل). كما أنها معدة لعدة برامج ولعدة حلقات تتناول القضايا الإنسانية في عدة قنوات فضائية
في 7 مايو 2012 م أعلنت عن تخصيص هذا اليوم يوما رسميا لليبرالية السعودية وقد كتب عن هذا الموضوع أكثر من 1 وكالة دولية وعربية.[بحاجة لمصدر].

## إثارة الجدل
- اعتقلت سعاد الشمري دون توجيه اتهام في 28 أكتوبر 2014 بعد جلسة استجواب استمرت لمدة 4 ساعات في هيئة التحقيق والادعاء العام بجدة، وتم الإفراج عنها بعد التوقيع على تعهد منها بوقف أو «الحد» من نشاطها.[2]

- في 7 يوليو 2020، أثارت مقابلة الشمري مع قناة «كان» الإسرائيلية الجدل حيث قالت:«إسرائيل ليست عدوتنا، إيران مثلًا عدوتنا». طالب نشطاء مواقع التواصل الاجتماعي بمحاسبتها على تصريحاتها.[3][4][5]